# Cheektowaga
Cheektowaga – miasto w hrabstwie Erie w stanie Nowy Jork, liczy niecałe 100 tysięcy ludności. Cheektowaga posiada znaczną społeczność polskiego pochodzenia, sięgającą ok. 39,9% mieszkańców miasta. Miasto współpracuje z Łowiczem.

## Historia
Pierwsi osadnicy na tym terenie zaczęli się osiedlać na początku XIX wieku. Miasto Cheektowaga powstało w 1829 przez rozdzielanie miasta Amherst. Obszar miasta został zmniejszony w 1851 poprzez wydzielenie miast: Orchard Park, West Seneca oraz Hamburg.

## Położenie
Powierzchnia Cheektowaga wynosi ok. 76,5 km². Przez miasto przebiegają drogi stanowe nr 78, 240 oraz 277.

## Religia
- Parafia św. Jana Gwalberta w Cheektowaga